# Charles Handy
Pour les articles homonymes, voir Handy.
Charles Handy, né le 25 juillet 1932 à Clane (État libre d'Irlande) et mort le 13 décembre 2024 à Londres, est un professeur de management à la London Business School, consultant et auteur irlandais en comportement organisationnel et en organisation.
Il a inventé le concept des quatre dieux du management : Zeus, Apollon, Athéna et Dionysos.

## Biographie

### Enfance
Issu d'une famille religieuse (son père était archidiacre de l’Église d'Irlande), et bien que non attaché lui-même à la religion, Charles Handy suivit malgré tout une éducation religieuse : d'après lui la vie était facile et aller à l'église était l'une des seules choses à faire au village.
Cette vie simple le poussa à vouloir vivre différemment. Il décida d'étudier à l'université d'Oxford. Il finit Major de promotion en Histoire et en Philosophie, et diplômé avec un honneur de première classe.

### Carrière
Après l'obtention de son diplôme, Charles Handy a commencé à travailler  pour Royal Dutch Shell. Lors des dix années suivantes, il a appris de nombreuses choses au sein de la société et a occupé divers postes, notamment d’économiste et de directeur du marketing.
Poussé par sa femme en 1965, Charles Handy quitte son emploi chez Royal Dutch Shell  pour se rendre au programme exécutif « Sloan » de la « Sloan School of Management du Massachusetts Institute of Technology ». Une fois le programme terminé, il s'est intéressé de plus en plus au fonctionnement des organisations.
Après ce programme, il présenta un autre programme exécutif, dont il était responsable, le « Sloan » à la London Business School, une étude de gestion créée pour les cadres expérimentés. Il a ensuite travaillé en tant que professeur de Psychologie de la gestion. Familiarisé avec les théories de la gestion, Charles Handy écrit Comprendre les organisations en 1976, qui fut vendu à plusieurs milliers d'exemplaires. L'ouvrage devint une lecture obligatoire et importante pour les étudiants en écoles de commerce.
Il occupe ensuite divers postes tels que consultant, conférencier et formateur de cadres.
Le travail en amont de Charles Handy fut une base solide pour ses futures œuvres. Au vu du succès de ses publications, il écrit davantage. Grâce à ses recherches dans le domaine de la gestion et des organisations, de sa compréhension totale de ces domaines et de sa présence à l'université, il reçut plusieurs doctorats d'universités britanniques, comme celle d'Oxford pour ne citer qu'elle. Il a reçu en 2000 le « CBE », ordre britannique pour ses contributions aux arts et aux sciences, son travail avec des organismes de bienfaisance, et de défense des droits et des services publics.

### Vie privée
En 1981, Charles Handy a deux enfants, Kate et Scott avec sa femme Elisabeth. Il a quatre petits-enfants.
Elisabeth est décédée le 5 mars 2018 à l'âge de 77 ans dans un accident de voiture.

## Publications
- The second curve: Thoughts on reinventing society. Random House, 2016.
- The age of unreason. Random House, 2012.
- The empty raincoat: Making sense of the future. Random House, 2011.
- The Hungry Spirit: New Thinking for a New World. Random House, 2008.
- The elephant and the flea. Random House, 2008.
- Myself and other more important matters. Amacom Books, 2008.
- Understanding organizations. Penguin Uk, 2007.
- The new philanthropists: The new generosity. Random House, 2007.
- The Handy Guide to the Gurus of Management, 2005.
- The new alchemists. Random House, 2004.
- What is a business for? Harvard Business Review, December, 2002.
- The Empty Raincoat: New thinking for a new world. Arrow Books Limited, 2002.
- 21 Ideas for Managers: Practical Wisdom for Managing Your Company and Yourself. Jossey-Bass, 2000.
- Waiting for the mountain to move: Reflections on work and life. Jossey-Bass, 1999.
- The hungry spirit. Random House, 1998.
- Rethinking the future. Business, principles, competition, control, leadership, markets and the world, London, 1997.
- The search for meaning, 1996
- Gods of management: The changing work of organizations. Oxford University Press, USA，1996.
- L'âge de déraison, Village mondial, 1996.
- Le Temps des paradoxes, Village mondial, 1995.
- Gods of management. The changing work of organisations, Business Books Limited, 1991.
- Understanding Organizations, Penguin Books, 1988.
- Understanding Voluntary Organizations, Penguin Books, 1988.
- L'Olympe des managers. Culture d'entreprise et organisation, Les éditions d'organisations, 1986。